# Stadnina Koni Walewice
Stadnina Koni Walewice – stadnina koni położona w zabudowaniach gospodarczych pałacu w Walewicach. Stadnina ta jest największą w Polsce hodowlą koni małopolskich. Stadnina prowadzi również hodowlę koni angloarabskich oraz koni sportowych szlachetnej półkrwi.

## Historia
Hodowlę koni w Walewicach zapoczątkował ostatni przed wywłaszczeniem właściciel majątku – Stanisław Bohdan Grabiński (zm. 1930), który przyczynił się też do całościowego rozwoju gospodarstwa, m.in. hodowli owiec karakułowych, bydła oraz ryb. Przed I wojną światową w Walewicach hodowano konie orientalne i konie arabskie pochodzące od linii żeńskich zapoczątkowanych przez klacze Etna i Puszta. W czasach międzywojennych hodowano konie angloarabskie na potrzeby polskiej armii. W roku 1945 organizację Państwowej Stadniny Koni Walewice powierzono profesorowi Janowi Grabowskiemu. Stadnina kontynuowała i rozwijała hodowlę koni angloarabskich.
Do 1993 roku stadnina była Państwowym Gospodarstwem Rolnym działającym pod nazwą Stadnina Koni Walewice. W 1993 roku dokonano przekształcenia w spółkę Stadnina Koni Walewice Sp. z o.o., w której formie działa do dziś. Stadnina jest spółką Agencji Nieruchomości Rolnych (d. AWRSP).

## Hodowla koni
W stadninie prowadzi się hodowlę angloarabów w czystości rasy oraz dział koni szlachetnej półkrwi przy użyciu ogierów z linii sportowych. Konie angloarabskie wystawiane są na organizowanych w Walewicach aukcjach, skąd trafiają do hodowców z Niemiec, Włoch, Francji i Holandii. Konie te odnoszą także sukcesy w czempionatach na Krajowych Wystawach Zwierząt Hodowlanych oraz w czempionatach sportowych.

## Sport jeździecki
Przy Stadninie działa klub jeździecki "Gabon", w którym trenowane są wyhodowane w Stadninie konie. Zawodnicy klubu kwalifikowali się do Kadry Narodowej i zdobywali medale Mistrzostw Polski i Europy. W latach 1998–2008 konie ze Stadniny zdobyły 36 medali Mistrzostw Polski Młodych Koni.
Stadnina prowadzi także naukę jazdy konnej.

## Gospodarstwo rolne
Gospodarstwo rolne Stadniny mieści się na 2589 ha, z czego 550 ha stanowi lustro wody. W skład gospodarstwa wchodzą dwa zakłady produkcyjne: "Walewice – Psary" oraz "Goślub – Ktery". Przedmiotem działalności są:
- hodowla bydła mięsnego
- produkcja roślinna
- produkcja rybacka
- usługi rolnicze i diagnostyczne pojazdów i opryskiwaczy